# Quillan
Quillan község Franciaország Okcitánia régiójában, Aude megyében. Lakosainak száma 3212 fő (2019. január 1.). Quillan Belvianes-et-Cavirac, Campagne-sur-Aude, Coudons, Fa, Ginoles, Quirbajou, Saint-Ferriol, Saint-Julia-de-Bec és Quillan községekkel határos.
Új községként 2016. január 1-jén jött létre a régi Quillan és Brenac korábbi község egyesítésével. Az egyesüléskor az új község lélekszáma 3605 fő lett.

## Népesség
A település népességének változása:
| Lakosok száma | 3220 | 3400 | 3212 |
|               | 2013 | 2016 | 2019 |